# Șoim regal
Șoimul regal (Buteo regalis) este o pasăre de pradă mare care face parte din șorecarii Buteo cu aripi late. Epitetul specific regalis înseamnă în latină „regal” (de la rex, regis, „rege”).

## Habitat
Habitatul preferat al șoimilor regali sunt regiunile aride și semiaride din America de Nord. Câmpul este format din preerii deschise, plane sau ondulate; podișuri sau platouri de altitudine medie, în mare parte lipsite de copaci. Unele habitate pot fi caracterizate de aflorimente stâncoase, canioane puțin adânci și râpe. Acești șoimi evită altitudinile mari, interiorul pădurilor, canioanele înguste și zonele cu stânci.
În timpul sezonului de reproducere, preferă pășunile, tufișurile de salvie și alte arbuști. Cuibăritul are loc în zonele deschise sau în copaci, inclusiv în arbori de bumbac, sălcii și stejari de mlaștină de-a lungul cursurilor de apă. Câmpurile cultivate și pajiștile sunt evitate în timpul perioadei de reproducere. Densitatea șoimilor regali în pășuni scade în raport invers cu gradul de cultivare a pășunilor. Cu toate acestea, densități ridicate au fost raportate în zone în care aproape 80 % din pășuni erau cultivate.

## Hrană
Regimul alimentar variază într-o oarecare măsură din punct de vedere geografic, în funcție de distribuția speciilor de pradă, dar acolo unde aria de răspândire a șoimului regal se suprapune, iepurii sunt principalele specii de hrană, alături de marmotini și popândăi. În Dakota de Sud, Spermophilus tridecemlin este prada dominantă, în timp ce Thomomys talpoides și Perognathus parvus a fost capturat predominant în Washington. De asemenea, șoimii se hrănesc cu gamă largă de păsări. Cele mai frecvente specii de păsări capturate sunt Sturnella neglecta și Eremophila alpestris, împreună cu alte păsări paseriforme, iar rațele pot fi uneori o pradă importantă. Poate prăda ocazional păsări de pradă relativ mari, cum ar fi fazanul comun (Phasianus colchicus), puii de Tympanuchus pallidicinctus, Tympanuchus phasianellus și Centrocercus urophasianus. A fost raportată prădarea corvidelor, cum ar fi ciorile americane (Corvus brachyrhynchos), corbul comun (Corvus corax), corbii Chihuahuan (Corvus cryptoleucus) și a răpitorilor, cum ar fi bufnițele (Athene cunicularia, Tyto alba) și alți șoimi Buteo. 
Reptilele pot fi o pradă suplimentară, în principal șerpi, dar pot include și șopârle, broaște și insecte mari cum ar fi lăcustele.

## Galerie

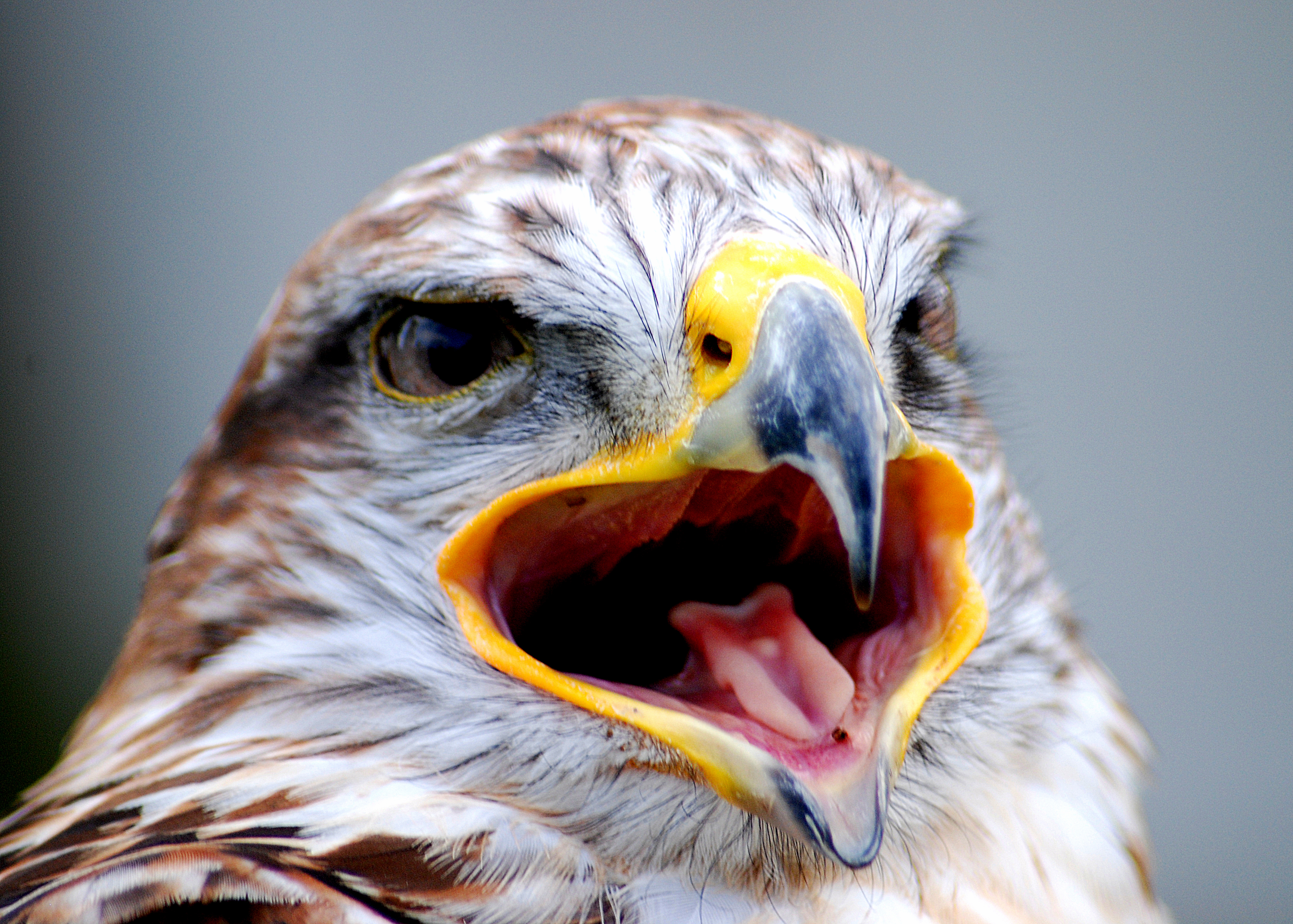
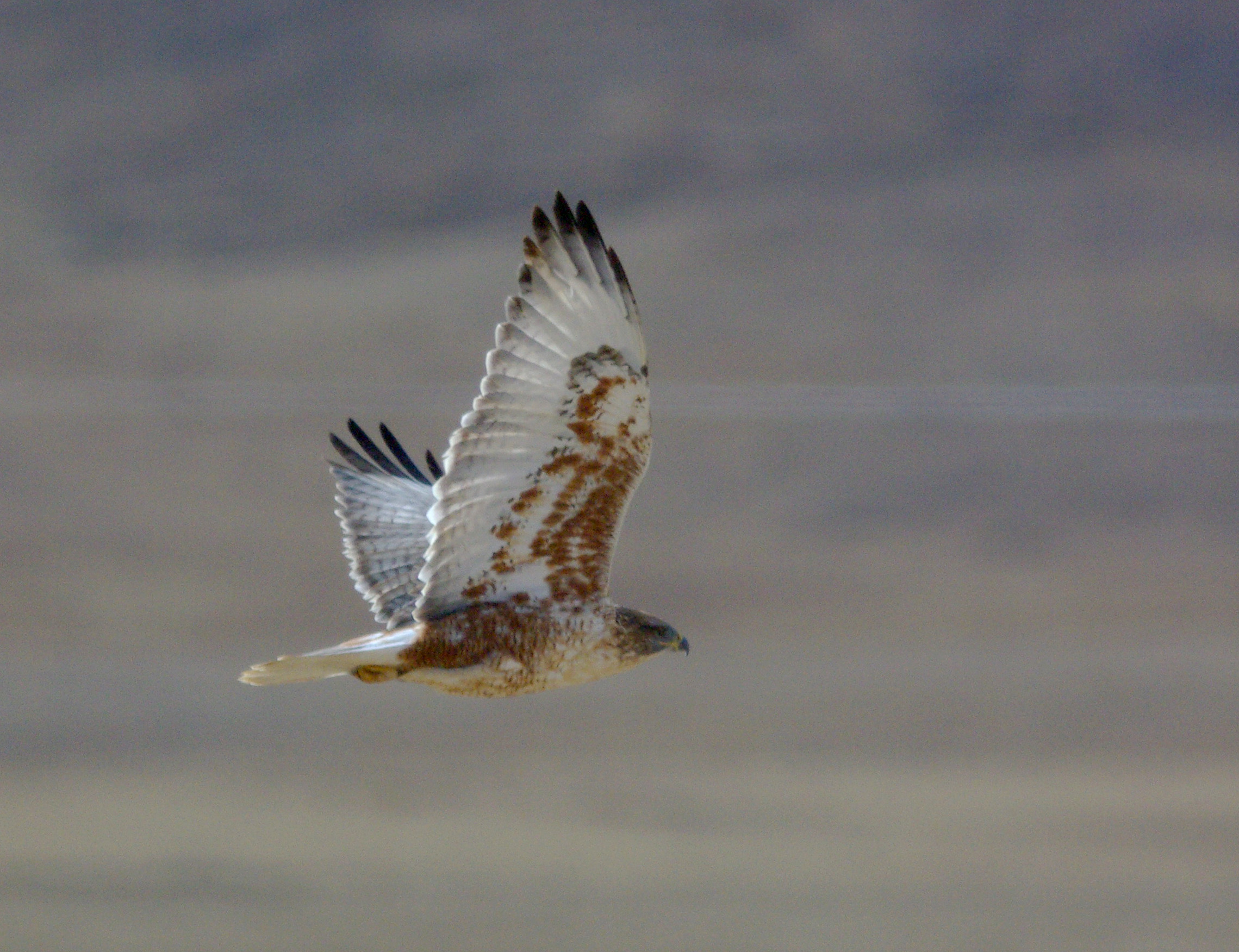
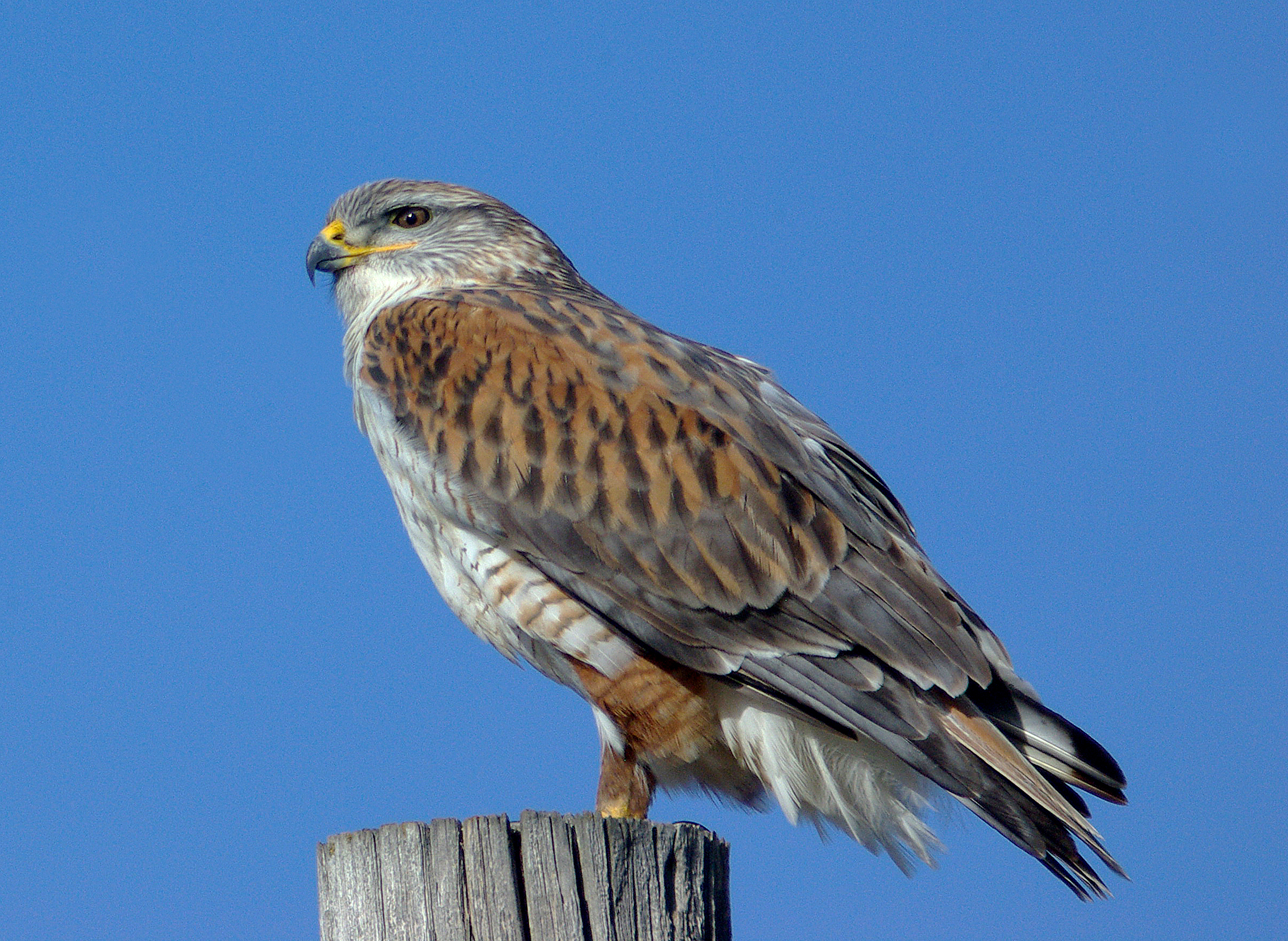